# Sanctanus cruciatus
Sanctanus cruciatus är en insektsart som beskrevs av Henry Fairfield Osborn 1911. Sanctanus cruciatus ingår i släktet Sanctanus och familjen dvärgstritar. Inga underarter finns listade i Catalogue of Life.